# Monopoly
Monopoly (em Portugal, Monopólio; no Brasil, Monopoly) é um dos jogos de tabuleiro mais populares do mundo, em que propriedades como bairro, casas, hotéis, empresas são compradas e vendidas, em que uns jogadores ficam "ricos" e outros vão à falência. 
No Brasil, inspirou o jogo Banco Imobiliário.

## História
A versão atual foi publicada nos Estados Unidos em 1935 por Charles Darrow, um vendedor de sistemas de aquecimento desempregado que vivia em Germantown, Pensilvânia.
Sua mecânica de jogo foi baseado no The Landlord’s Game de Elizabeth J. Magie Phillips, que o criou com a proposta de ser uma “ferramenta” para ensinar a teoria do economista Henry George sobre taxa simples e de criticar a política econômica de então.
Charles Darrow ficou associado para sempre ao jogo, até porque a Parker Brothers, empresa que o comprou fez questão de insistir na ideia de ser ele o seu inventor. A Hasbro adquiriu os direitos do jogo após comprar a Parker Brothers na década de 1990.
Desde 2012, o jogo também pode ser encontrado nas versões para iOS, Android e PC.

## As versões regionais
No Brasil, a Hasbro, detentora dos direitos de venda do jogo, repassou-os à Estrela, que tornou-se a fabricante do Monopoly no Brasil, já com o nome de Banco Imobiliário. Com o tempo, a Hasbro desfez o acordo e passou a comercializar diretamente o produto no país, utilizando o nome original. 
A Estrela então realizou pequenas alterações nas regras e no design do tabuleiro e das peças, para diferenciá-lo do jogo original.
Em Portugal, o jogo foi editado pela Majora/Parker Brothers Portugal na década de 1950, com o nome traduzido para Monopólio. Em 1961 a Majora fez uma nova edição que, por pressão da Parker Brothers, já usou a designação internacional Monopoly. Nas edições portuguesas são usados nomes de ruas importantes, principalmente da capital (Lisboa) e da segunda cidade do país (Porto), bem como de estações de caminho-de-ferro. Dependendo das versões, o nome das ruas vai variando, mas a propriedade mais valiosa é sempre o Rossio (Lisboa) e a propriedade menos valiosa o Campo Grande (Lisboa).
| Estacionamento Livre                      | Estacionamento Livre                  | Rua de Santa Catarina (Porto) (2200$00) | Sorte                                  | Rua do Carmo (Lisboa) (2200$00) | Av. Marechal Gomes da Costa (2400$00)     | Estação de São Bento (Porto) (2000$00) | Rua de Sto. António (Porto) (2600$00) | Rua Garrett (Lisboa) (2600$00)               | Companhia das Águas (1500$00) | Avenida dos Aliados (Porto) (2800$00) | Vá para a cadeia                             | Vá para a cadeia                             |
| Estacionamento Livre                      | Estacionamento Livre                  |                                         | Sorte                                  |                                 |                                           | Estação de São Bento (Porto) (2000$00) |                                       |                                              | Companhia das Águas (1500$00) |                                       | Vá para a cadeia                             | Vá para a cadeia                             |
| Rua de Sá da Bandeira (Porto) (2000$00)   |                                       | Monopólio                               | Monopólio                              | Monopólio                       | Monopólio                                 | Monopólio                              | Monopólio                             | Monopólio                                    | Monopólio                     | Monopólio                             |                                              | Avenida da Liberdade (Lisboa) (3000$00)      |
| Avenida da República (Lisboa) (1800$00)   |                                       | Monopólio                               | Monopólio                              | Monopólio                       | Monopólio                                 | Monopólio                              | Monopólio                             | Monopólio                                    | Monopólio                     | Monopólio                             |                                              | Praça da Liberdade (Porto) (3000$00)         |
| Caixa da Comunidade                       | Caixa da Comunidade                   | Monopólio                               | Monopólio                              | Monopólio                       | Monopólio                                 | Monopólio                              | Monopólio                             | Monopólio                                    | Monopólio                     | Monopólio                             | Caixa da Comunidade                          | Caixa da Comunidade                          |
| Avenida da Boavista (Porto) (1800$00)     |                                       | Monopólio                               | Monopólio                              | Monopólio                       | Monopólio                                 | Monopólio                              | Monopólio                             | Monopólio                                    | Monopólio                     | Monopólio                             |                                              | Rua do Ouro (Lisboa) (3200$00)               |
| Estação de Campanhã (Porto) (2000$00)     | Estação de Campanhã (Porto) (2000$00) | Monopólio                               | Monopólio                              | Monopólio                       | Monopólio                                 | Monopólio                              | Monopólio                             | Monopólio                                    | Monopólio                     | Monopólio                             | Estação de Santa Apolónia (Lisboa) (2000$00) | Estação de Santa Apolónia (Lisboa) (2000$00) |
| Avenida de Roma (Lisboa) (1600$00)        |                                       | Monopólio                               | Monopólio                              | Monopólio                       | Monopólio                                 | Monopólio                              | Monopólio                             | Monopólio                                    | Monopólio                     | Monopólio                             | Sorte                                        | Sorte                                        |
| Rua Ferreira Borges (Coimbra) (1400$00)   |                                       | Monopólio                               | Monopólio                              | Monopólio                       | Monopólio                                 | Monopólio                              | Monopólio                             | Monopólio                                    | Monopólio                     | Monopólio                             |                                              | Rua Augusta (Lisboa) (3500$00)               |
| Companhia da Electricidade (1500$00)      | Companhia da Electricidade (1500$00)  | Monopólio                               | Monopólio                              | Monopólio                       | Monopólio                                 | Monopólio                              | Monopólio                             | Monopólio                                    | Monopólio                     | Monopólio                             | Taxa de Luxo 1000$00                         | Taxa de Luxo 1000$00                         |
| Avenida dos Combatentes (Braga) (1400$00) |                                       | Monopólio                               | Monopólio                              | Monopólio                       | Monopólio                                 | Monopólio                              | Monopólio                             | Monopólio                                    | Monopólio                     | Monopólio                             |                                              | Rossio (Lisboa) (4000$00)                    |
| Cadeia                                    | Cadeia                                |                                         |                                        | Sorte                           |                                           | Estação do Rossio (2000$00)            | Pague imposto sobre a renda 2000$00   |                                              | Caixa da Comunidade           |                                       | ⇐ Partida Receba 2000$00                     | ⇐ Partida Receba 2000$00                     |
| Cadeia                                    | Cadeia                                | Avenida 24 de Julho (Lisboa) (1200$00)  | Avenida Luísa Todi (Setúbal) (1000$00) | Sorte                           | Avenida Almirante Reis (Lisboa) (1000$00) | Estação do Rossio (2000$00)            | Pague imposto sobre a renda 2000$00   | Avenida Fernão de Magalhães (Porto) (600$00) | Caixa da Comunidade           | Campo Grande (Lisboa) (600$00)        | ⇐ Partida Receba 2000$00                     | ⇐ Partida Receba 2000$00                     |

| Estacionamento Livre                     | Estacionamento Livre               | Rua de Santa Catarina (Porto) (€ 220)    | Sorte                                         | Avenida Infante Santo (Lisboa) (€ 220) | Rua Júlio Diniz (Porto) (€ 240)               | Estação de S. Bento (Porto) (€ 200) | Praça da República (Porto) (€ 260)   | Avenida Fontes Pereira de Melo (Lisboa) (€ 260) | Companhia das Águas (€ 150) | Rotunda da Boavista (Porto) (€ 280) | Vá para a cadeia       | Vá para a cadeia                      |
| Estacionamento Livre                     | Estacionamento Livre               |                                          | Sorte                                         |                                        |                                               | Estação de S. Bento (Porto) (€ 200) |                                      |                                                 | Companhia das Águas (€ 150) |                                     | Vá para a cadeia       | Vá para a cadeia                      |
| Rua Mouzinho da Silveira (Porto) (€ 200) |                                    |                                          |                                               |                                        |                                               |                                     |                                      |                                                 |                             |                                     |                        | Avenida da Liberdade (Lisboa) (€ 300) |
| Avenida da República (Lisboa) (€ 180)    |                                    |                                          | Rua dos Clérigos (Porto) (€ 300)              |                                        |                                               |                                     |                                      |                                                 |                             |                                     |                        |                                       |
| Caixa da Comunidade                      | Caixa da Comunidade                | Caixa da Comunidade                      | Caixa da Comunidade                           |                                        |                                               |                                     |                                      |                                                 |                             |                                     |                        |                                       |
| Avenida da Boavista (Porto) (€ 180)      |                                    |                                          | Avenida do Parque das Nações (Lisboa) (€ 320) |                                        |                                               |                                     |                                      |                                                 |                             |                                     |                        |                                       |
| Gare do Oriente (Lisboa) (€ 200)         | Gare do Oriente (Lisboa) (€ 200)   | Estação de Sta Apolónia (Lisboa) (€ 200) | Estação de Sta Apolónia (Lisboa) (€ 200)      |                                        |                                               |                                     |                                      |                                                 |                             |                                     |                        |                                       |
| Avenida de Roma (Lisboa) (€ 160)         |                                    | Sorte                                    | Sorte                                         |                                        |                                               |                                     |                                      |                                                 |                             |                                     |                        |                                       |
| Rua Ferreira Borges (Coimbra) (€ 140)    |                                    |                                          | Rua das Amoreiras (Lisboa) (€ 350)            |                                        |                                               |                                     |                                      |                                                 |                             |                                     |                        |                                       |
| Companhia de Electricidade (€ 150)       | Companhia de Electricidade (€ 150) | Imposto de Luxo (€ 100)                  | Imposto de Luxo (€ 100)                       |                                        |                                               |                                     |                                      |                                                 |                             |                                     |                        |                                       |
| Avenida Central (Braga) (€ 140)          |                                    |                                          | Rossio (Lisboa) (€ 400)                       |                                        |                                               |                                     |                                      |                                                 |                             |                                     |                        |                                       |
| Cadeia                                   | Cadeia                             |                                          |                                               | Sorte                                  |                                               | Estação do Rossio (Lisboa) (€ 200)  | Pague Imposto sobre Capitais (€ 200) |                                                 | Caixa da Comunidade         |                                     | ⇐ Partida Receba € 200 | ⇐ Partida Receba € 200                |
| Cadeia                                   | Cadeia                             | Avenida 24 de Julho (Lisboa) (€ 120)     | Avenida das Nações Unidas (Lisboa) (€ 100)    | Sorte                                  | Alameda das Linhas de Torres (Lisboa) (€ 100) | Estação do Rossio (Lisboa) (€ 200)  | Pague Imposto sobre Capitais (€ 200) | Rua Faria Guimarães (Porto) (€ 60)              | Caixa da Comunidade         | Campo Grande (Lisboa) (€ 60)        | ⇐ Partida Receba € 200 | ⇐ Partida Receba € 200                |

## Outras versões
- Monopoly Deal (Lançado em 2009).
- Monopoly, da Hasbro.
- Monopoly Millionaire, da Hasbro.
- Banco Imobiliário, da Estrela.